# Grijó (Macedo de Cavaleiros)
Grijó é uma freguesia portuguesa do município de Macedo de Cavaleiros, com 8,17 km² de área e 351 habitantes (censo de 2021) A sua densidade populacional é 43 hab./km²
Até 22 de agosto de 2003, era conhecida como Grijó de Vale Benfeito. A freguesia de Grijó aparece em 1839 ligada à comarca de Bragança, em 1852 à comarca de Chacim e ao concelho de Cortiços, até à sua extinção em 1853, altura em que passa a depender da comarca e concelho de Macedo de Cavaleiros.
Aqui se fazia uma feira relacionada com a manufatura e indústria de seda e daqui eram célebres os pedreiros e canteiros. A Serra de Bornes forneceu daqui a matéria prima para uma indústria de tanoaria que floresceu nos séculos XIX e XX.
Na sua igreja são pinturas maneiristas da segunda metade do século XVI ou início do século XVII.
Foi nesta freguesia que nasceu Adriano Moreira, intelectual e político (1922-2022).

## Demografia
A população registada nos censos foi:
| Distribuição da População por Grupos Etários | Distribuição da População por Grupos Etários | Distribuição da População por Grupos Etários | Distribuição da População por Grupos Etários | Distribuição da População por Grupos Etários |
| -------------------------------------------- | -------------------------------------------- | -------------------------------------------- | -------------------------------------------- | -------------------------------------------- |
| Ano                                          | 0-14 Anos                                    | 15-24 Anos                                   | 25-64 Anos                                   | > 65 Anos                                    |
| 2001                                         | 71                                           | 63                                           | 216                                          | 121                                          |
| 2011                                         | 38                                           | 34                                           | 176                                          | 123                                          |
| 2021                                         | 17                                           | 29                                           | 167                                          | 138                                          |